# 大吉朗市

在维多利亚州的位置

大吉朗市是澳大利亞維多利亞州巴原西南的一個地方政府區域，位於維多利亞州西部。大吉朗市面積1248平方公里（482平方英里）。根據2021年澳大利亞人口普查，大吉朗市的人口為271,057人。絕大多數人口居住在大吉朗市市區。而大吉朗市內的其他重要人口定居點包括拉拉、海洋格羅夫、波塔靈頓和聖倫納德。
大吉朗市由大吉朗市議會管轄，大吉朗市市政府和行政中心所在地位於吉朗市議會總部。2019年，大吉朗市宣佈在維多利亞工作安全局對面設立新行政中心。